# Thanthoni
Thanthoni (o Thanthonimalai) è una suddivisione dell'India, classificata come town panchayat, di 31.541 abitanti, situata nel distretto di Karur, nello stato federato del Tamil Nadu. In base al numero di abitanti la città rientra nella classe III (da 20.000 a 49.999 persone).

## Geografia fisica
La città è situata a 10° 55' 60 N e 78° 04' 54 E.

## Società

### Evoluzione demografica
Al censimento del 2001 la popolazione di Thanthoni assommava a 31.541 persone, delle quali 15.930 maschi e 15.611 femmine. I bambini di età inferiore o uguale ai sei anni assommavano a 3.367, dei quali 1.740 maschi e 1.627 femmine. Infine, coloro che erano in grado di saper almeno leggere e scrivere erano 22.243, dei quali 12.309 maschi e 9.934 femmine.